# 신정균 (1949년)
신정균(申丁均, 1949년 5월 4일 ~ 2013년 8월 27일)은 대한민국의 정치인, 교사이다. 
초대 세종특별자치시교육감에 당선되어 교육감으로 일하던 중 암과 과로가 겹쳐 향년 65세의 나이로 사망하였다.

## 생애
근흥초등학교에서 교사 생활을 시작하여 연기군 연봉초등학교, 연양초등학교, 금사초등학교, 연기 연세초등학교, 영대초등학교, 대률초등학교, 조치원대동초등학교의 교사로 근무하였으며, 장학사 임용시험에 합격하여 연기교육지원청 장학사, 충청남도교육청 교육정책기획과 과장, 충청남도교육청 초등교육과 장학사, 연기 연동초등학교 교감, 전의초등학교 교장, 조치원 대동초 교장, 연기교육지원청 교육장을 역임하고 2011년에 정년퇴직하였다. 그뒤 2012년 세종자치시 교육감 선거에 입후보하여 당선되었다.

### 사망
2013년 7월 7일부터 18일까지 전국 시·도 교육감협의회가 주관한 북유럽 순방이후 건강에 이상을 보여 같은달 말 병원에서 정밀 건강검진을 받았다. 이후에 같은 해 8월 8일부터 병가를 낸 뒤 자택에서 휴식을 취해오다가 건강상태가 악화되었고, 2010년 수술 받은 대장암 부위가 재발되면서 상태가 급격히 나빠져 병원에 입원했다. 병세가 더 악화된 신정균은 생명연장을 거부하고 병원에서 퇴원한 뒤, 같은 달 27일 밤 11시 13분에 자택에서 사망했다.

## 업무추진비 부당 집행
신정균은 2008년 연기군 조치원대동초등학교 교장 재직 시 9차례에 걸쳐 연기군 관내 기관장 모임 회비를 공금으로 납부하는 등 14건 총 95만원, 연기교육지원청장직을 수행하면서 45만원(7건) 등 21건에 140만 원의 업무추진비를 공무원행동강령에 어긋나도록 지출하였다. 신정균은 공금으로 교육관계자 및 교육지원청 직원들에게 축, 조의금을 지출하거나 교육관계자가 아닌 유관기관단체에 격려금 등으로 지출하였다. 국민권익위원회는 당초 2011년 연기교육지원청 교육장 역임시 429만원을 부당집행하였다고 지적했으나, 신정균의 소명 등을 통해 이중 384만 여원을 정당한 집행으로 보고 45만원에 대해서만 환수 조치했다. 또한 충청남도교육청도 신정균에게 '주의' 처분을 내렸다.

## 역대 선거 결과
| 실시년도 | 선거        | 대수 | 직책   | 선거구         | 정당   | 득표수   | 득표율          | 순위 | 당락 | 비고 |
| -------- | ----------- | ---- | ------ | -------------- | ------ | -------- | --------------- | ---- | ---- | ---- |
| 2012년   | 4·11 재보선 | 1대  | 교육감 | 세종특별자치시 | 무소속 | 13,718표 | \| \| 30.01% \| | 1위  |      | 초선 |
|          | 30.01%      |      |        |                |        |          |                 |      |      |      |